# Emittente radiofonica

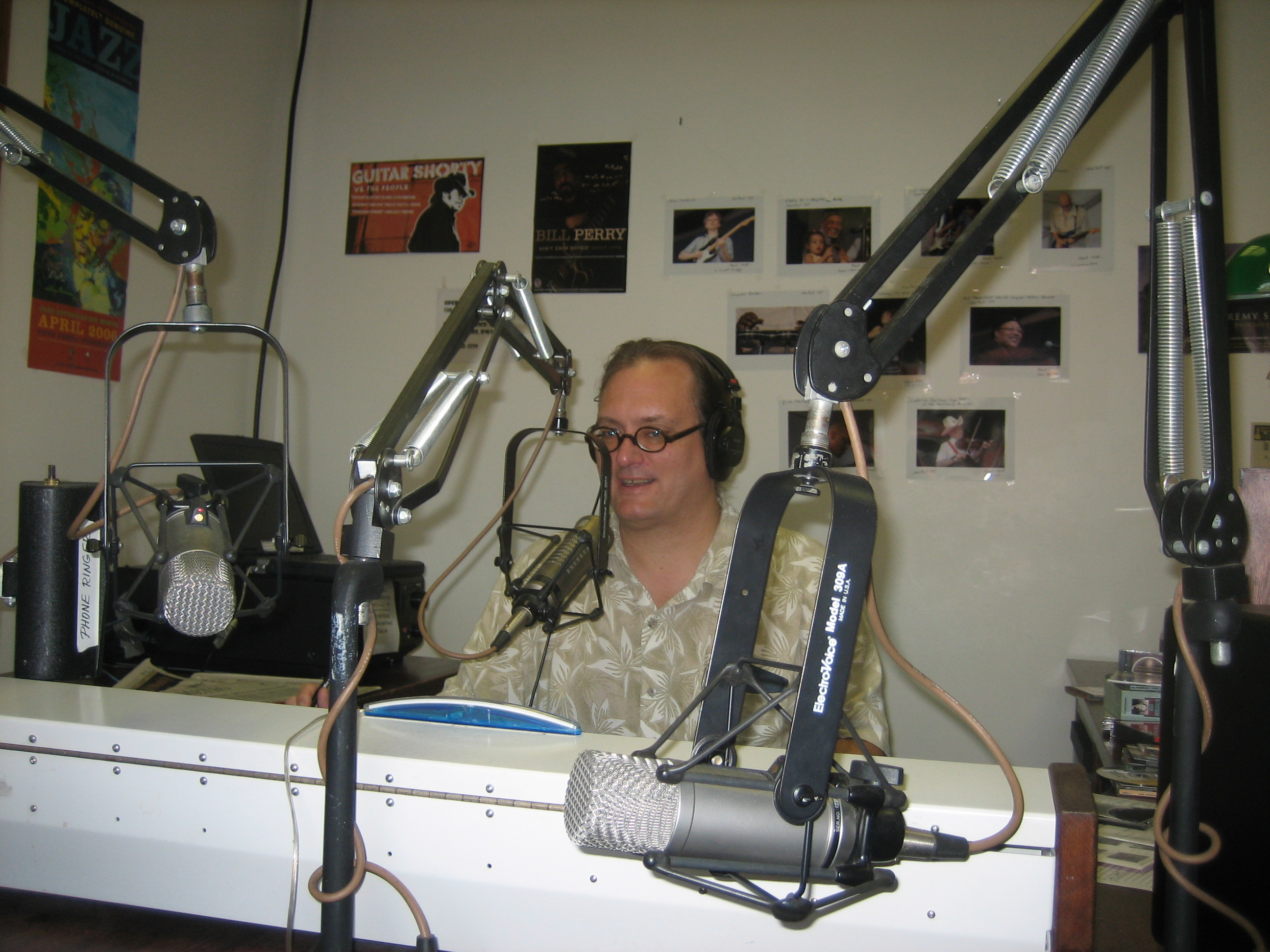
Lo studio di una emittente radiofonica

Un'emittente radiofonica è un complesso di mezzi e persone impiegato nella trasmissione di contenuti sonori fruibili in tempo reale da più persone. L'insieme delle emittenti radiofoniche dà vita al mezzo di comunicazione di massa chiamato "radio".

## Descrizione
Essendo tale mezzo di comunicazione anche una forma di business, spesso il complesso di mezzi e persone è rappresentato da un'azienda. Il loro funzionamento si appoggia su opportune infrastrutture di telecomunicazioni dette di radiodiffusione (broadcasting) simili a quelle televisive (antenna a dipolo), trasmettendo il segnale entro una certa banda di frequenza, in modalità analogica o digitale, e la loro copertura può essere locale, regionale o nazionale.
Per metonimia, un'emittente radiofonica è anche la trasmissione di contenuti sonori sopra descritta. In questa seconda accezione, "emittente radiofonica" ha i seguenti sinonimi: "canale radiofonico", "rete radiofonica", "network radiofonico".

### Caratteristiche
Le emittenti radiofoniche si dividono in due gruppi: le radio generaliste, che hanno contenuti e programmi di varia natura, e le radio tematiche. Fra le radio tematiche hanno conosciuto un successo straordinario le radio tematiche musicali, che trasmettono musica di ogni tipo. Le radio tematiche musicali sono le più ascoltate dagli utenti.
Le radio si dividono inoltre in emittenti radiofoniche nazionali, se raggiungono la maggior parte del territorio di una nazione e in emittenti radiofoniche locali, se si limitano ad un'area circoscritta. In Italia si contano una quindicina di radio nazionali e circa mille radio locali.
Questa distinzione è però in declino: infatti, a partire dalla fine degli anni novanta i programmi radiofonici possono essere trasmessi con una qualità uguale o talvolta anche maggiore, tramite la rete Internet, in tutto il mondo, a condizione naturalmente che si possieda un collegamento ad Internet. In questo modo, molte radio locali possono superare i confini della propria area circoscritta e ampliare il proprio pubblico.
Ogni emittente radio ha un proprio nome e un editore, che ne cura il palinsesto e il bilancio. L'editore è responsabile degli ascolti che l'emittente riesce a raggiungere e ne fissa gli obiettivi annui.
Generalmente i programmi sono coordinati da un direttore artistico, ed eseguiti da uno o più speaker, che con l'uso esclusivo della parola cerca di intrattenere gli spettatori e di instaurare un dialogo immaginario con il pubblico. Accanto allo speaker vi è un regista, che regola il suono e intervalla le parole dello speaker, con musica (se è una radio musicale), con gli interventi di altre persone o con gli spot pubblicitari. All'interno delle radio esiste un direttore responsabile della testata giornalistica per i notiziari o programmi d'informazione. Deve essere un giornalista pubblicista o professionista iscritto all'ordine della stampa Italiana, per ricoprire questo incarico.
Molte radio, in tempi moderni, per intrattenere un dialogo maggiore con il pubblico, hanno ideato servizi di dialogo interattivo con i radioascoltatori tramite e-mail e SMS, o app di messaggistica che consentono anche l'invio di messaggi vocali, che vengono letti (o, nel caso dei messaggi vocali, fatti ascoltare) e commentati in diretta. Tante emittenti musicali inoltre hanno previsto, in uno spazio apposito all'interno del loro palinsesto, la possibilità che gli ascoltatori chiedano la trasmissione dei loro brani musicali preferiti, spesso dedicandoli a qualcuno.